# ガーデンズ千早
ガーデンズ千早（ガーデンズちはや）は、福岡県福岡市東区千早三丁目にある大型商業施設（ショッピングセンター）。施工は高橋株式会社。

## 概要
アミューズメント施設スポーツガーデン香椎（1965年開業）を再開発し、一大商業施設として2021年4月に開業、2022年4月にフルオープンした。
スーパーマーケットサニーガーデンズ千早店を核テナントとする本館と、家電量販店エディオンガーデンズ千早東店（2024年4月開業）を核テナントとするイースト館の2棟の建物をメインにしている。
また、敷地内には“民間がつくる公園”をコンセプトとしたガーデンエリア「ちはや公園」（面積4,145㎡）がある。中央に大きな人工芝エリア、それを囲むように飲食店を始め、フラワーショップやドッグサロンなど7つの店舗が入る6棟の建物と3つの小さな芝生エリアが点在する。

## 主な店舗
出店テナント全店の一覧・詳細情報は公式サイト「本館」「イースト館」「ちはや公園」を参照。
本館
- サニー
- 無印良品

イースト館
- エディオン
- ニトリEXPRESS
- マツモトキヨシ
- セリア

※本館・イースト館とも地上3階建てで、屋上は駐車場になっている。

## アクセス
- 西鉄バス福岡運輸支局前バス停徒歩1分・名香野バス停徒歩2分
- JR九州鹿児島本線・西日本鉄道貝塚線千早駅徒歩5分
- 国道3号香椎浜団地入口交差点
- 福岡市道香椎浜線

## 周辺施設
- 九州運輸局福岡運輸支局
- 福岡市立千早小学校
- 福岡市立千早西小学校
- 福岡市立香椎第1中学校